# Notoxus bajae
Notoxus bajae es una especie de coleóptero de la familia Anthicidae.

## Distribución geográfica
Habita en la Baja California (Estados Unidos).